# 반용
반용(班勇, 생몰년 미상)은 중국 후한의 관리로, 반초의 셋째 아들이다. 자는 의료(宜僚)이다.
영초 원년(107년), 흉노가 칩입하자 군사마(軍司馬)에 임명되었고, 형 반웅과 함께 서역도호 단희와 군사들을 맞이하여 데리고 돌아왔다. 하지만 유목민들의 공격이 거세고 막을 방법이 없자 서역도호부는 폐지되었고 십수 년 동안 서역에는 후한의 관리가 파견되지 않았다. 원초 6년(119년), 공경들이 옥문관을 폐쇄하고 서역과의 무역을 포기하려고 하자 반용은 이를 반대하였다. 연광 2년(123년) 여름, 반용은 서역장사에 임명되어 병사 5백 명을 거느리고 유중(柳中)에서 칩입해온 흉노군과 부딧쳤다.

## 가계
- 아버지: 반초
  - 첫째 형: 반웅
  - 둘째 형: 반시

## 참고 문헌
- 《후한서》 권47, 반량열전